# Кідонієська митрополія
Кідонієська митрополія (грец. Μητρόπολη Κυδωνιών) — історична митрополія Константинопольської православної церкви на території Туреччини. Єпархіальний центр — Айвалик (де-факто — Стамбул). Назва митрополії походить від грецької назви міста Айвалик — Кідонієс (грец. Κυδωνίες).
Митрополія охоплює території округів Айвалик (без групи Айвалицьких островів) і Гьомеч провінції Баликесір. Межує на півдні і сході з Пергамською митрополією, на півночі і заході омивається Егейським морем.
Утворена 22 липня (4 серпня) 1908 року шляхом виділення з Ефеської митрополії. Християнське населення цієї території було виселене в 1923 році. Нині на території митрополії православних парафій немає.
Основні міста митрополії — Айвалик, Гьомеч (Пассандра) і Алтинова (Аясматіон).
Правлячий архієрей має титул митрополит Кідонієський, іпертим і екзарх Еоліди. З 2012 року митрополитом Кідонієським є Афінагор (Хрисаніс).

## Очільники єпархії
- Григорій (Орологас) (1908—1922)
- Євгеній (Вакаліс) (1924—1928)
- Агафангел (Папатеодору) (1943—1960)
- Афінагор (Хрисаніс) (з 2012)